# Ubasute

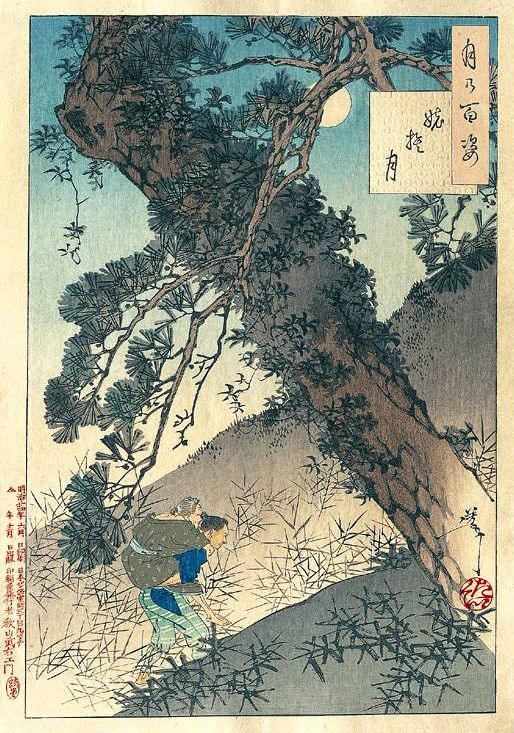
Ubasutsuki (maan-ubasute) door Japans Prentkunstenaar: Tsukioka Yoshitoshi.

Ubasute (Japans: 姥捨て; [ˈu.bɑsˌtɪː]), soms ook uitgesproken als: obasute [ˈo.bɑsˌtɪː]; tevens bekend als: oyasute (Japans: 親捨て; [ˈɔ.jɑsˌtɪː]); in het Engels ook wel oneerbiedig granny dumping genoemd, is het van origine mythologische gebruik van geronticide (het doden van ouderen) in de Japanse mythologie, waarbij een verzwakte of een oudere persoon naar een bergtop of een onherbergzame plek wordt gebracht om aldaar achter te worden gelaten, ten einde te komen te overlijden door uitdroging, verhongering of onderkoeling. De achterliggende reden voor ubasute is dat in tijden van hongersnood de zorg voor deze ouderen een te zware last was voor de gemeenschap. Alwaar ubasute voorkomt in de Japanse folklore, heeft het frequent een altruïstisch element, daar de oudere persoon bijna altijd vrijwillig meewerkt aan de zelfopoffering om zo de gemeenschap te ontlasten. De algemene consensus is echter dat ubasute voortkomt uit een legende, er is geen bewijs dat ubasute ooit een werkelijk wijdverbreid gebruik is geweest in Japan.

## Etymologie
Het woord ubasute is de romaji-transliteratie van de kanji 姥捨 [ubasu] en het Hiragana-karakter て [te]. Het is een samenstelling van het zelfstandige naamwoord 姥 [uba] "oude vrouw" in de kun-lezing en de vervoeging sute van het werkwoord 捨てる [suteru] "achterlaten" in de continuatieve wijs. ubasute betekent letterlijk: oude vrouw achterlaten.
Het woord oyasute is de romaji-transliteratie van de kanji 親捨 [oyasu] en het Hiragana-karakter て [te]. Het is een samenstelling van het zelfstandige naamwoord 親 [oya] "ouder" of "familie" in de kun-lezing en de vervoeging sute van het werkwoord 捨てる [suteru] "achterlaten" in de continuatieve wijs. oyasute betekent letterlijk: ouders achterlaten of familie achterlaten.

## Gedicht
In de literatuur over ubasute duikt frequent het volgende illustrerende gedicht op.
| Diep in de bergen, voor wie was het dat de oude moeder twijg na twijg afbrak? Achteloos voor haarzelve deed zij zo omwille van haar zoon. |

Diverse bronnen stellen dat dit gedicht van Boeddhistische origine is, doch in deze bronnen ontbreekt telkenmale een verwijzing naar het brondocument. Het gedicht illustreert de ongetwijfeld conflicterende gevoelens en emoties die spelen bij een gebruik als ubasute. In het gedicht wist de moeder dat zij weldra zou worden achtergelaten, en uiteindelijk een eenzame en langzame dood zou sterven. Maar de liefde voor haar zoon was nog altijd onverminderd sterk in haar hart. Deze moederliefde bracht haar ertoe om tijdens de tocht, waarbij zij door haar zoon werd gedragen, takjes en twijgen van bomen en struiken af te breken en deze te laten vallen op de grond opdat haar zoon de weg naar huis terug zou kunnen vinden tijdens het invallen van de schemering.

## Ubasute door vergrijzing in Japan
Hoewel ubasute van oorsprong voornamelijk mythologisch van aard lijkt te zijn, wordt de term tegenwoordig ook gebruikt in Japan voor het verschijnsel dat mensen daadwerkelijk zorgbehoeftige ouderen achterlaten op openbare plekken, zoals in: ziekenhuizen, treinstations, bibliotheken, etc. Dit heeft voornamelijk te maken met de hoge kosten voor zorg en levensonderhoud die vaak niet kunnen worden gedragen door de directe familie. De vergrijzing in Japan is problematisch hoog sinds de jaren 10 van de 21e eeuw. Tevens was in 2022 het Geboortecijfer in Japan lager dan 800.000, dit lage aantal is een duidelijke indicatie van een reeds langer doorzettende bevolkingsdaling. Hierdoor zijn naar verhouding minder jongeren per oudere inwoner. Dit betekent dat de hulpbehoevenden eveneens vaker verstoken zullen blijven van hulp en - niet zelden door henzelf - worden beschouwd als een last voor de maatschappij. Veel Japanse ouderen zijn eenzaam en depressief, sommigen van hen kiezen voor suïcide. Een groter groeiende groep Japanse ouderen kiest er bewust voor om relatief lichte misdaden te plegen om zo in de gevangenis te kunnen verblijven. Zij zijn op deze manier verzekerd van zorg en voedsel.

## In populaire cultuur
- De ballade van Narayama een verfilming, door Japans regisseur: Shohei Imamura, van het boek (Japans: 楢山節考, narayama-bushi kō) door Japans auteur: Shichirō Fukazawa. De film verhaalt over Orin, een moeder in het noorden van Japan, die één jaar de tijd heeft haar kinderen en kleinkinderen erop voor te bereiden dat zij er straks niet meer is. Want op haar 70e moet zij, net als alle andere 70-jarigen, naar de berg Nara worden gebracht om aldaar te sterven, zodat er voldoende voedsel overblijft voor de gemeenschap. Deze film heeft de Palme d'Or (Gouden Palm) gewonnen in 1983.
- Aflevering 96, Half a Life, uit sciencefictionserie Star Trek: The Next Generation is gebaseerd op het concept van ubasute. In deze aflevering wordt wetenschapper Timicin, afkomstig van de planeet Kaelon II, geacht om zodra hij zestig jaar oud wordt mee te doen aan de Resolutie, een eufemisme voor: euthanasie.
- In het boek This Perfect Day van Amerikaans auteur Ira Levin, worden mensen ouder dan 62 systematisch geëuthanaseerd. Omdat iedereen maandelijks een "behandeling" met een cocktail van medicijnen ontvangt, volstrekt dit middels een overdosis van een van de bestanddelen. Doordat het tijdstip van het toedienen van de overdosis na de 62e verjaardag varieert, lijkt het op een natuurlijke dood. De rechtvaardiging die wordt gegeven is dat op deze manier "veel meer jaren aan de samenleving worden toegevoegd dan weggehaald."